# Jaera ischiosetosa
Jaera ischiosetosa är en kräftdjursart som beskrevs av Bror Forsman 1949. Jaera ischiosetosa ingår i släktet Jaera och familjen Janiridae. Arten är reproducerande i Sverige. Inga underarter finns listade i Catalogue of Life.